# Gama aenescens
Gama aenescens är en skalbaggsart som beskrevs av Moser 1918. Gama aenescens ingår i släktet Gama och familjen Melolonthidae. Inga underarter finns listade i Catalogue of Life.